# Затвор – Варна
Затвор – Варна е затвор в град Варна, България.
Построен е през 1929 година, като по това време е в покрайнините на града, а днес е при пресичането на булевардите „Сливница“ и „Христо Смирненски“. Сградата е ремонтирана през 2017 година и включва 87 спални помещения, 3 столови, 9 бани, бръснарница и две наказателни килии.
Местното подразделение на Държавно предприятие „Фонд затворно дело“ експлоатира металообработвателен и мебелен цех.